# 蒂默尔卡姆
蒂默尔卡姆（德語：Timelkam）是奥地利上奥地利州弗克拉布鲁克县的一个市镇。总面积5978平方公里，总人口18人，人口密度0.0人/平方公里（2005年）。